# Franco Vázquez
Franco Damián Vázquez (ur. 22 lutego 1989 w Tanti) – włosko-argentyński piłkarz występujący na pozycji napastnika we włoskim klubie US Cremonese oraz w reprezentacji Argentyny. W przeszłości był reprezentantem Włoch.

## Kariera klubowa
Swoją karierę piłkarską Vázquez rozpoczął w klubie Barrio Parque. W 2005 podjął treningi w Belgrano Córdoba. W 2007 awansował do pierwszego zespołu Belgrano. W sezonie 2007/2008 zadebiutował w nim w rozgrywkach Primera B (II poziom). W sezonie 2009/2010 stał się podstawowym zawodnikiem Belgrano. W sezonie 2010/2011 awansował z nim do Primera División.
W styczniu 2011 został sprzedany za kwotę 4,5 miliona euro do włoskiego US Città di Palermo. W Serie A zadebiutował 8 stycznia 2012 w przegranym 1:3 domowym meczu z SSC Napoli.
W 2012 został wypożyczony do hiszpańskiego Rayo Vallecano. W Primera División swój debiut zaliczył 27 października 2012 w przegranym 0:5 domowym meczu z Barceloną. W Rayo Vallecano grał przez sezon.
W 2013 wrócił do Palermo, które w sezonie 2012/2013 spadło z Serie A do Serie B. W sezonie 2013/2014 wygrał z Palermo rozgrywki Serie B i wrócił z tym klubem do Serie A.

## Kariera reprezentacyjna
W reprezentacji Włoch Vázquez zadebiutował 31 marca 2015 w zremisowanym 1:1 towarzyskim meczu z Anglią, rozegranym w Turynie. W 61. minucie tego meczu zmienił Édera.